# Montgaug
Montgaug (en francès Montgauch) és un municipi francès, situat a la regió d'Occitània, departament de l'Arieja.